# Te
|  | Per a altres significats, vegeu «Te (desambiguació)». |

El te és una infusió aromàtica que es prepara abocant aigua calenta o bullent sobre fulles de la planta del te (Camellia sinensis), un matoll perennifoli originari de l'Àsia oriental. Es tracta de la beguda més consumida del món després de l'aigua. Hi ha una gran varietat de tipus de te. Alguns, com el Darjeeling i els tes verds xinesos, tenen un gust refrescant, lleugerament amarg i astringent, mentre que d'altres tenen perfils molt diferents que inclouen notes dolces, de núcules, florals o herbals. El te produeix un efecte estimulant en els éssers humans, principalment a causa de la cafeïna que conté.
Els orígens del te es remunten al sud-oest de la Xina durant la dinastia Shang, quan s'utilitzava com a beguda medicinal. Una de les primeres referències creïbles al consum de te data del segle iii aC, en un text mèdic escrit per Hua Tuo. Esdevingué una beguda recreativa popular durant la dinastia Tang i el seu consum s'estengué a altres països de l'Àsia Oriental. Al segle xvi,  missioners jesuïtes i comerciants portuguesos l'introduïren a Europa. Durant el segle xvii, el te es posà de moda entre els britànics, que n'impulsaren la producció i comercialització a gran escala a l'Índia. El 2016, la Xina i l'Índia produïen un 62% del te del món.

## Etimologia

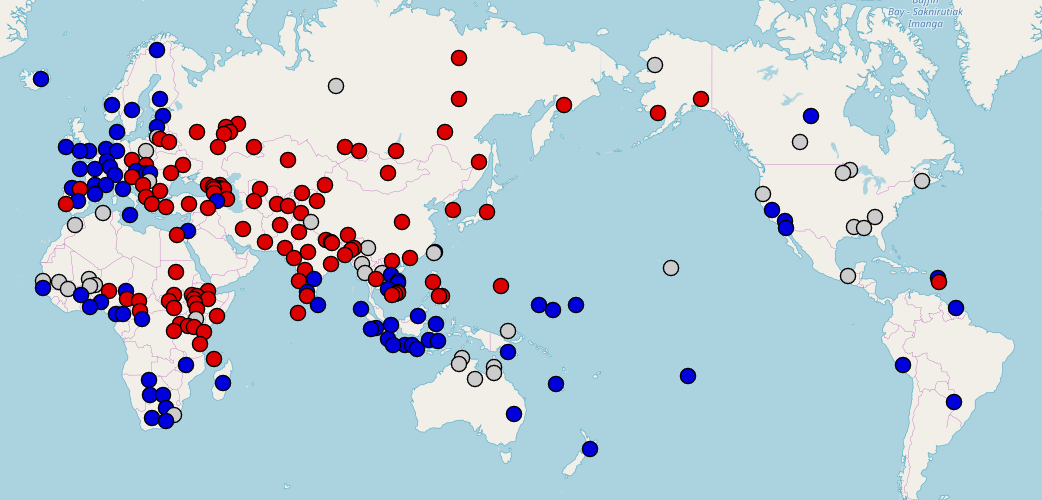
Mapa dels noms per al te. Els derivats de cha són en vermell, els de te en blau.

El caràcter xinès per a te és 茶, que té moltes pronunciacions segons les llengües i dialectes. La pronunciació en mandarí estàndard modern és chá, pronunciació similar a altres llengües del nord i del sud-oest de la Xina, com el cantonès. En canvi, a les llengües del grup min meridional, o min nan, parlades a Fujian, la paraula es pronuncia te. A gairebé totes les llengües del món, la paraula que designa el te deriva d'una o l'altra d'aquestes pronunciacions.
La pronunciació chá es pot trobar, amb més o menys alteracions, en el japonès (茶, ちゃ, cha), el bengalí (châ), el tailandès (cha), el tibetà (ja), o el portuguès (chá). Aquestes llengües són parlades a regions en contacte amb el Japó i el Tibet, o amb els venedors portuguesos que atracaven als ports de la regió de Canton. D'aquesta pronunciació deriva el terme chai, molt corrent en Euràsia: persa (چای /tʃaj/), rus (чай /tʃaj/), txec i eslovac (čaj), àrab (شاي /ʃaj/), urdu (چای), hindi (चाय), turc (çay), albanès (çaj), etc. Aquest terme s'ha difós a través de l'Àsia central, començant potser pel persa, que servia de llengua vehicular a l'època medieval al llarg de la ruta de la seda.
Entre les llengües en les quals la paraula deriva de te es troben aquelles en les quals els venedors es proveïen de te a inicis del segle xvii, principalment als ports del sud del Fujian, al voltant d'Amoy (Xiamen). En primer terme van ser els comerciants holandesos, seguits d'altres: neerlandès thee, francès thé, anglès tea, alemany Tee, malai the, etc. El polonès herbata i el lituà arbata deriven del neerlandès herba thee. Certes llengües combinen dos termes provinent d'aquests dos orígens: coreà (ta, cha), vietnamita (trà, chà).
Algunes plantes s'utilitzen com a substituts del te, com per exemple el roibos i el mate. Moltes infusions de flors i de fruites també reben el nom de "te", encara que de manera impròpia. Finalment, la tisana és una infusió amb valor medicinal, sense te.

## Composició química
- La fulla sense fermentar té: el 15-20% de proteïnes; el 5% de glúcids; aminoàcids (3% de teïna), àcid ascòrbic, vitamines del grup B i bases puríniques, principalment: cafeïna (2-4%) i heteròsids de grups hidroxil terpènics, alifàtics i aromàtics, el 20% de compostos fenòlics, segons l'edat i l'època de recol·lecció de la fulla.
  - Àcids fenòlics: clorogènic i cafeic.
  - Alcaloides: cafeïna (1-5%) –és l'alcaloide principal del te, combinada amb àcids orgànics i tanins–, teobromina (0,05%), teofil·lina i àcids gàlic, oxàlic i boheic.
  - Flavonoides: O i C-heteròsids de flavonols, ECG i EGCG, catecol, epicatecol, gal·locatecol; Proantocianidols: procianidols. (En una tassa de te verd hi ha 300-400 mg de polifenols.)
- Després de la fermentació: el color de la infusió passa del groc pàl·lid al marró vermellós (per l'oxidació de polifenols), es crea una olor clarament aromàtica per la formació de productes volàtils: 
  - Derivats cetònics per la degradació de carotens.
  - Hexenal per l'oxidació d'àcids grassos insaturats.
  - Heterocicles per l'oxidació i el reagrupament de monoterpens.
  - Formació de benzotropolones: teaflavina i els seus èsters (1-2%), teaflagalina i epiteaflagalina i derivats de l'oxidació i la polimerització de teaflavines (10-20%).
- A més el te conté sals minerals de sodi, potassi i níquel. Encara que també en conté de coure i ferro, silici, alumini, magnesi, fòsfor i calci, algunes perden la seva solubilitat amb l'envelliment de les fulles.

### Accions farmacològiques
Les fulles han estat utilitzades per la medicina tradicional xinesa per a tractar l'asma (funciona com a broncodilatador), angines de pit, malalties vasculars i arterials. És un estimulant suau del sistema nerviós central: augmenta la concentració i l'agilitat mental, perllonga l'estat de vigília i provoca insomni. És astringent i en infusions poc concentrades pot ser útil per a processos d'irritació d'estómac, mal de cap i processos febrils (actua com a refrescant). Té una activitat antioxidant, antimutagènica i anticancerosa. Probablement té ús en la prevenció de l'arterioesclerosi (en estudi).
En el sistema cardiovascular sembla disminuir els nivells elevats de colesterol, per això és útil en els processos de prevenció de l'arterioesclerosi. Els extractes de te semblen tenir una activitat antibacteriana i s'han convertit en un camp d'estudi interessant.

### Efectes secundaris
- A dosis altes, estimula excessivament els centres respiratoris, vasomotors i el nervi vague i produeix vasodilatació coronària (cronotropa +). A més, és diürètic, hipotensor lleu, relaxa el múscul llis i augmenta el metabolisme basal i la lipòlisi.

### Toxicitat
- La seva toxicitat, quan se'n prenen dosis molt altes, és per excitació del sistema nerviós central: extrasístoles, convulsions, deliri, cefalàlgia, estrenyiment, insuficiència hepàtica i intestinal, insomni i excitació nerviosa.
- Segons Tyler, hi ha proves que indiquen que els tanins condensats catequina de te estan vinculats amb les altes taxes de càncer d'esòfag, sobretot en àmbits on es consumeix molt de te. També s'indica que aquests efectes es poden evitar afegint-hi llet, que lliga els tanins i n'impedeix els efectes nocius[17]
- En els éssers humans, la cafeïna, la 1,3,7-trimetilxantina, és desmetilada en tres metabòlits principals: la teofil·lina, la teobromina, i la paraxantina; cadascuna amb diferents utilitats farmacològiques ja indicades, però amb l'inconvenient que, a 100 mg, la teobromina és fetotòxica,[18] Segons informes, una dosi de 10.000 mg pot ser mortal en les persones, i a partir de 1000 mg, causa mal de cap, nàusees, insomni, inquietud, excitació, deliri lleu, tremolor muscular, taquicàrdia i extrasístoles.

### Contraindicacions
- Les persones amb al·lèrgia demostrada a la cafeïna han d'evitar el consum de te, sobretot negre.
- Les persones amb alguna malaltia greu del fetge han d'usar la cafeïna amb precaució, ja que els nivells de cafeïna en la sang es poden acumular i perdurar més temps.
- Les dones embarassades han de tenir precaució pel que fa al consum de te verd, ja que la cafeïna travessa la placenta i s'associa amb l'avortament espontani, retards en el creixement intrauterí i pes baix en el naixement.

## Usos
L'ús principal i més conegut arreu del món d'aquesta planta és la preparació d'infusions amb les fulles, però també de les llavors d'aquesta planta i d'altres del mateix gènere Camellia se'n fa l'oli de te.
Els principals tipus de te es distingeixen segons el seu processament. Les fulles de la Camellia sinensis, si no són assecades de seguida que s'han recol·lectat, comencen a oxidar-se. Per prevenir aquest procés d'oxidació, s'escalfen les fulles amb l'objectiu de treure'n la humitat. Es denomina tradicionalment "fermentació" el procés (no relacionat amb la fermentació microbiana) que consisteix en una oxidació enzimàtica parcial (polifenol-oxidases), la qual en modifica la composició, sabor, aroma i aspecte del te, però el contingut en cafeïna no varia.
Actualment es distingeixen sis tipus principals de te, cadascun amb moltíssims subtipus:
- Te blanc: fulles joves (brots nous de l'arbust) marcides i sense oxidar.[19]
- Te groc: fulles sense marcir i sense oxidar, però engroguides.
- Te verd: fulles sense marcir i sense oxidar.[20]
  - Kukitxa o te d'hivern: branquillons torrats sobre foc. Popular com a aliment macrobiòtic al Japó.[21][22]
  - Guenmaitxa o te d'arròs integral: te verd barrejat amb arròs integral torrat.
  - Matxa o te en pols: fulles de te verd polvoritzades. Tradicionalment usat a la cerimònia del te japonesa.
- Te oolong o te blau: fulles marcides, maganyades i parcialment oxidades.[23][24][25]
- Te negre: fulles marcides, a vegades aixafades i completament oxidades.[26][27][28]
  - Chong Cha: literalment "te cuc", es prepara amb el gra en comptes de les fulles. Es fa servir com a producte medicinal a la Xina.[29]
- Te fosc, te vermell o te fermentat: te verd sotmés a un procés de fermentació. Tradicionalment es comprimeixen les fulles en "pastissos" per fermentar-les.
  - Pu-erh: el te fosc per antonomàsia, de mode que, a vegades, s'anomena impròpiament "pu-erh" tots els tes foscos. El te pu-erh és originari de la regió xinesa de Yunnan, on es trobava l'antic poble de Pu-erh. És considerat un producte medicinal a la Xina.[30][31]

Usos: Tònic, digestiu i estimulant. S'utilitza com a coadjuvant en règims d'aprimament.
- Fabricació de fluor de te, per a prevenir l'aparició de càries a la dentadura.
- A més de la presentació en bosses per a infusió, el te es pot trobar en preparats comprimits o càpsules.
- Per a teràpies de naturopatia i bellesa, es preparen mascaretes i banys de te per a combatre pells seques, dermatitis i processos de l'envelliment.

## Història
El te s'ha utilitzat des de l'antiguitat en l'Extrem Orient, i és una de les 50 plantes més utilitzades en la medicina tradicional xinesa. Aquesta llarga tradició oriental amb aquesta planta, fa que s'hagin desenvolupat moltes cerimònies i rituals propis, com ara la cerimònia del te. El consum de te es va estendre per Europa a partir del segle xvii. Actualment és la beguda més consumida en el món, per davant fins i tot del cafè i depenent del territori, es pot trobar diferents maneres de preparar el te, variant així les seves propietats segons la manera de preparar-lo.

## Cultura del te

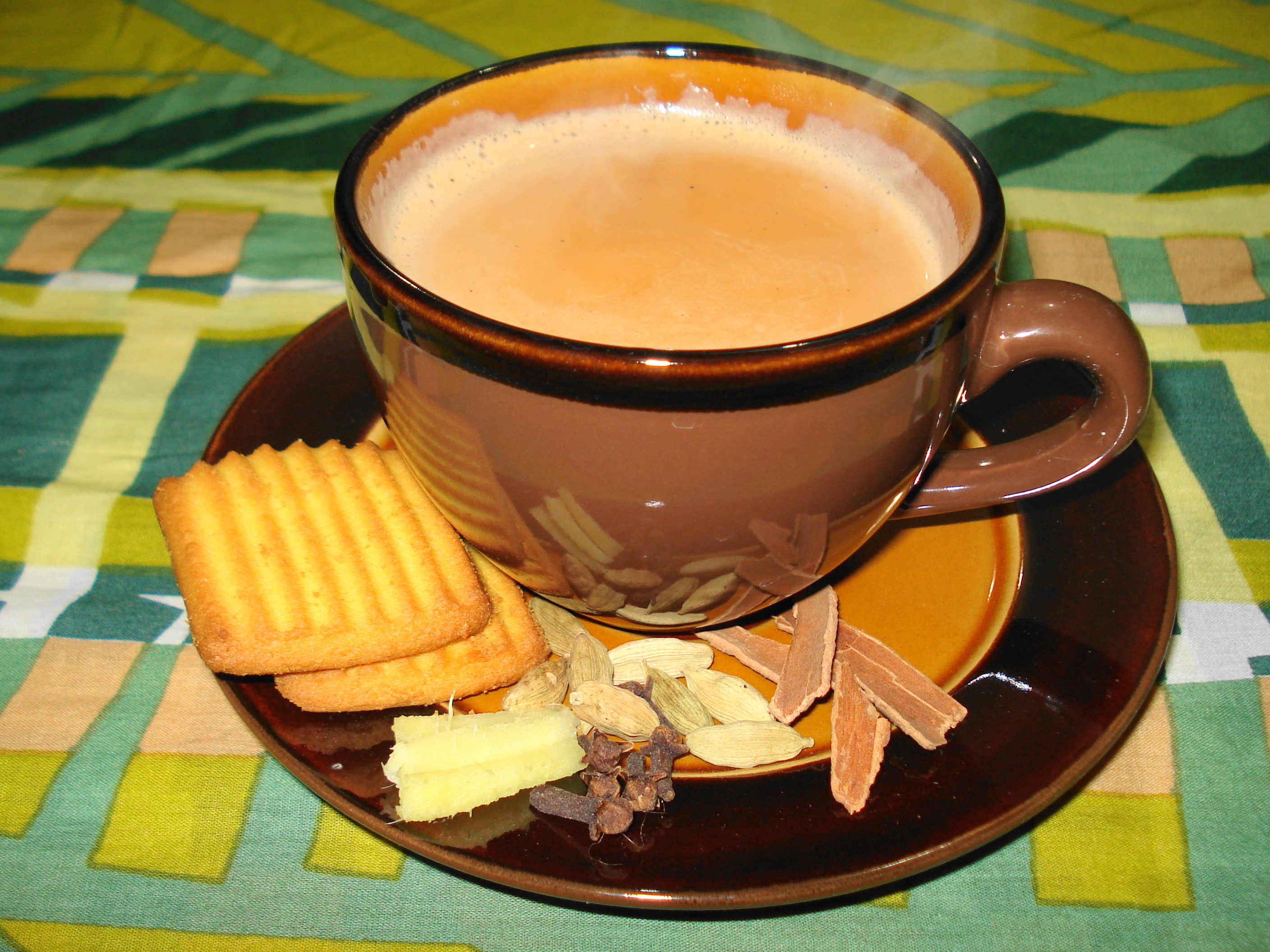
Masala chai d'Índia amb acompanyaments

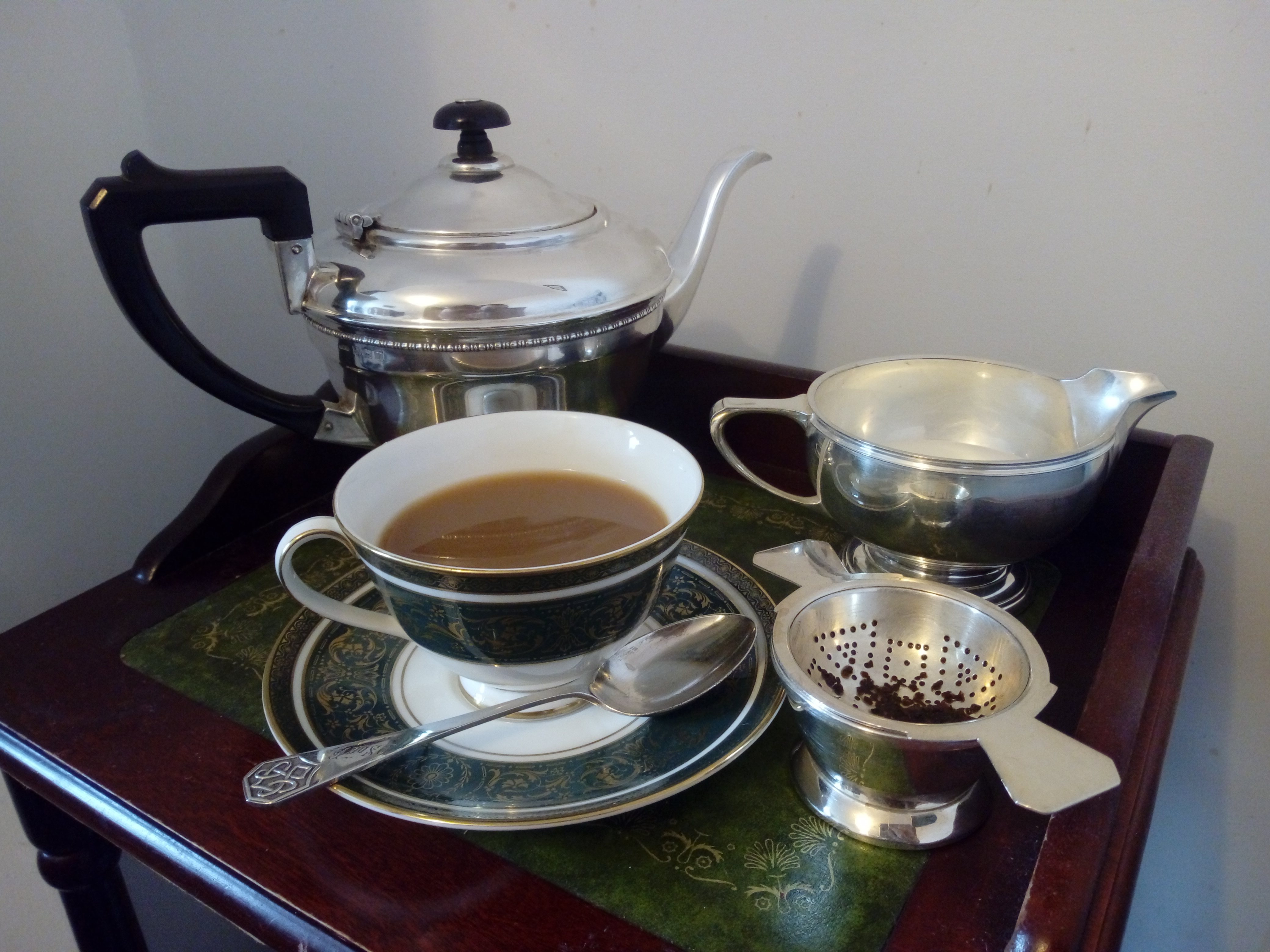
Servei de te anglès

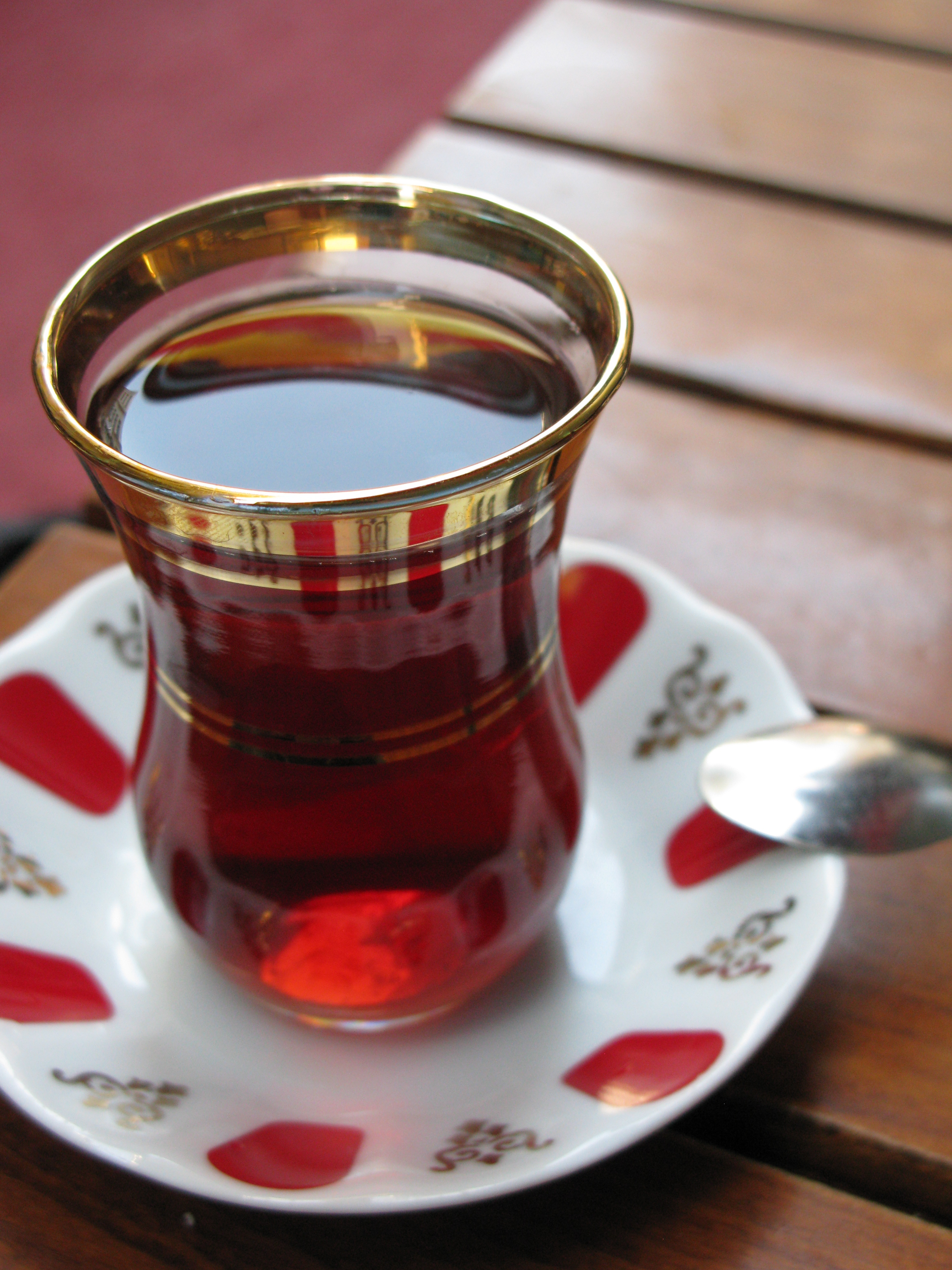
Te turc servit en un got típic i el plat corresponent

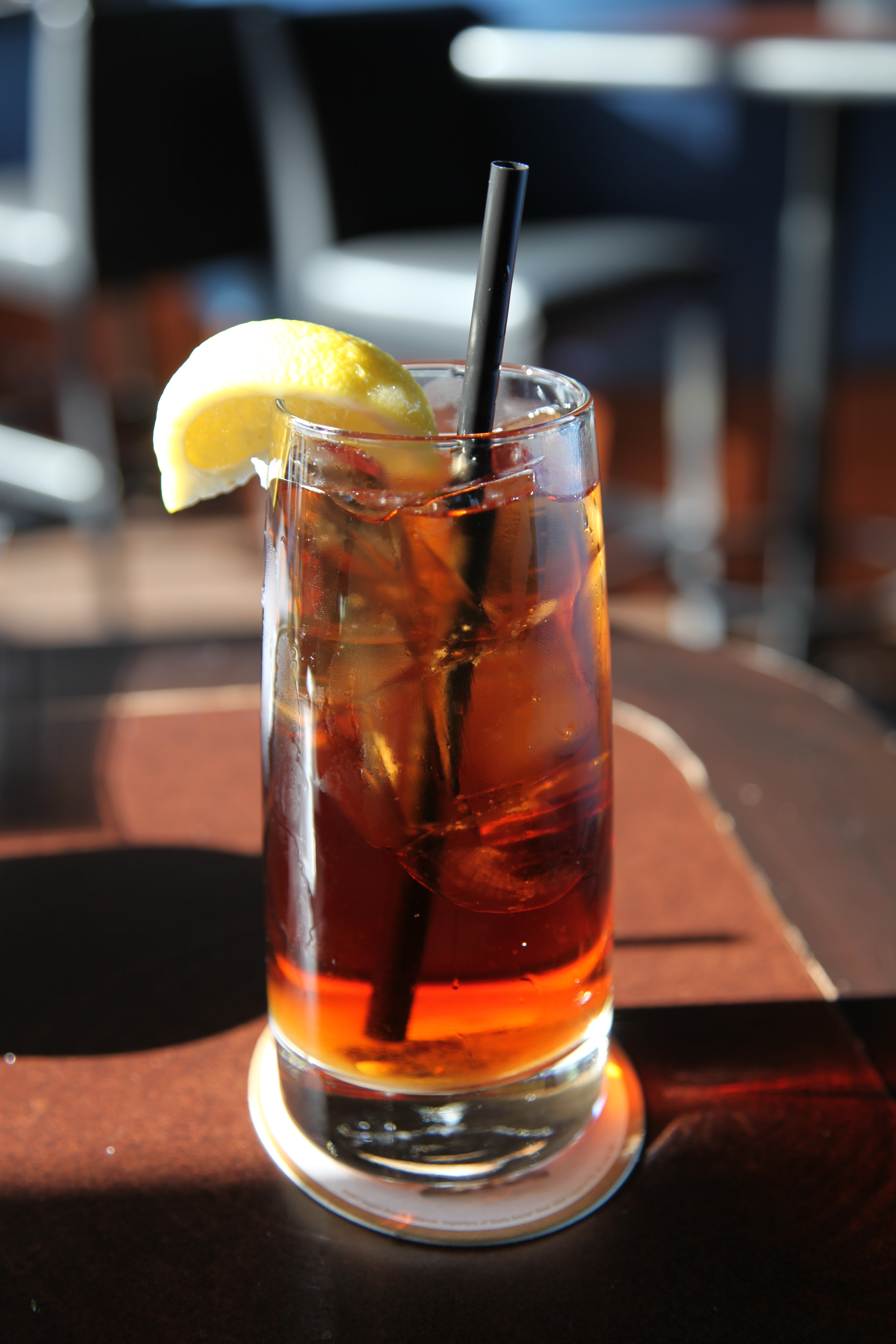
Te amb gel amb una rodanxa de llimona

Les cerimònies del te sorgeixen en diferents cultures, com les tradicions xinesa i japonesa, on cadascuna d'elles empra certes tècniques i un protocol ritualitzat de servir el te, en una recerca de fruïció i refinament. Un forma de cerimònia xinesa del te és la cerimònia del te Gongfu, que acostuma a utilitzar petites teteres d'argila de Yixing i te oolong te.
En el Regne Unit, un 63% de la població beu te a diari i es considera que és una de les begudes culturals britàniques. És un costum habitual que l'amfitrió ofereixi te als seus convidats poc després de la seva arribada. El te es consumeix tant a dins com a fora de casa, sovint a cafeteries o salons de te. El te de la tarda amb pastissos sobre porcellana fina és una manifestació d'un estereotip cultural. Al sud-oest d'Anglaterra, moltes cafeteries serveixen un te amb crema, que consisteix en scones, nata cuallada i melmelada, al costat d'una gerra amb te. En algunes parts de Gran Bretanya i de l'Índia, 'te' també es pot referir a l'àpat del vespre.
Irlanda, en 2016, era el segon consumidor mundial per capita més gran de te. El te d'esmorzar irlandès és la mescla local més popular. La mitjana nacional de consum és de quatre tasses per persona i dia, i moltes persones en beuen sis tasses o més. S'hi acostuma a beure amb llet o sucre.
El te és molt present en cultures de l'Orient Mitjà. En la cultura àrab, el te és un punt clau de les reunions socials.
El te turc és una part important de la cuina d'aquest país, i és la beguda calenta més consumida, tot i la seva llarga història del país com a consumidor de cafè. L'any 2004 Turquia va produir 205.500 tones de te (un 6,4% de la producció mundial), la qual cosa el va fer un dels mercats de te més grans en el món, amb 120.000 tones consumides dins Turquia, i la resta destinada a l'exportació. En 2010 Turquia va tenir el consum per capita més alt en el món, amb 2,7 kg. En 2013, el consum per capita de te turc supera les 10 tasses per dia i els 13,8 kg per any. El cultiu del te es concentra majoritàriament a la província de Rize, en la costa del mar Negre.
En la cultura iraniana, el te és tan àmpliament consumit, que és generalment la primera cosa que s'ofereix a un convidat a casa.
Rússia té una llarga i rica història sobre el consum de te, que es remunta a 1638, quan el te va ser introduït al Tsar Miquel I. Les reunions socials es consideraven incompletes sene el te, que tradicionalment es preparava en un samovar. Actualment, un 82% dels russos consumeixen te diàriament.
Al Pakistan, són populars tant el te negre com el te verd, coneguts com a sabz chai i kahwah, respectivament. El popular te verd anomenat kahwah s'acostuma a servir després de cada àpat en el cinturó paixtu de Balutxistan i en Khyber Pakhtunkhwa, on es troba el pas de Khyber. En les regions central i del sud de Panjab, així com a l'àrea metropolitana de Sind, es consumeix de manera regular te amb llet i sucre (de vegades amb festucs, cardamom, etc.), generalment anomenat chai. És la beguda més comuna de les llars. En les regions de Chitral i Gilgit-Baltistan, al nord del país, es consumeix un te amb mantega salat, a l'estil tibetà.
A la regió transnacional del Caixmir, situada entre l'Índia i el Pakistan, es consumeix el noon chai, un te cremós, rosat, amb festucs, ametlles, cardamom i de vegades canyella, principalment en ocasions especials, casaments, i durant els mesos d'hivern, moment en el qual es ven en molts quioscs.

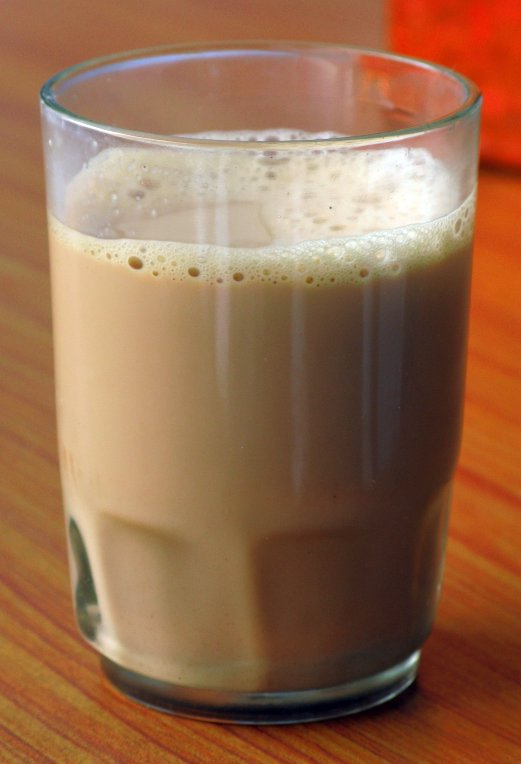
Te indi

La cultura del te a l'Índia està força arrelada, ja que és la beguda calent més popular del país. Es consumeix a diari en gairebé totes les cases, s'ofereix als convidats, es consumeix en grans quantitats en els àmbits domèstic i oficial, i es prepara amb llet i amb espècies o sense, i normalment edulcorat. A les llars, de vegaes es serveix amb galetes per ser sucades en el te i menjades abans de consumir-lo. Sovint es serveix en tasses petites. El 21 d'abril de 2012, el President Delegat de la Comissió de Planificació, Montek Singh Ahluwalia, va dir que el te seria declarat beguda nacional l'abril de 2013. S'espera que aquest moviment augmenti la indústria del te en el país. Sobre aquest anunci, el Primer Ministre d'Assam Tarun Gogoi va dir que s'anunciaria un paquet especial per a la indústria del te, per tal d'assegurar el seu desenvolupament.
A Myanmar, el te es consumeix no només com a beguda calenta, sinó també com a te dolç i te verd, coneguts localment com a laphet-yay i laphet-yay-gyan, respectivament. Les fulles del te triturades, conegudes com a laphet, mbé són un menjar nacional. El te triturat es menja normalment amb llavors torrades de sèsam, mongetes fregides cruixents, cacauets torrats i làmines d'all fregit.
A Mali, el te gunpowder es serveix en una sèrie de tres, començant amb el de més alta oxidació, o un te més fort i sense edulcorar, anomenat "fort com la mort", seguit per un segon, on les mateixes fulles de te es bullen un altre cop amb una mica de sucre afegit ("agradable com la vida"), i un tercer servei, on les mateixes fulles de te són bullides un tercer cop amb més sucre afegit ("dolç com l'amor").
En els Estats Units, 80% del te és consumit en forma de te amb gel. El te dolç és natiu en el Sud-est dels Estats Units, i és icònic en la seva cuina.

## Curiositats
- Els pagesos russos filtraven el te a través del terròs de sucre.
- El primer a patentar una bosseta de te individual fou Thomas Lipton.[45]
- El consum de te gelat va ser introduït a la Fira Mundial de 1904 en Saint Louis per Richard Blechynden, que no aconseguia vendre el te a causa de la calor i el va barrejar amb gel. Sembla que aquest costum era molt anterior.[46][47]
- Diferents activitats i qüestions polítiques sobre el te com el motí del te a Boston van provocar l'inici de la guerra d'independència dels Estats Units.
- Amb el te de roca és prepara una infusió tradicional.[48][49]

## La ruta del te i els cavalls
Durant més de mil anys es va mantenir un comerç regular entre Lhasa (Tibet) i Lijiang (Yunnan, Xina). A partir del segle vii, en la dinastia Tang, els tibetans descobriren el te i començaren a importar-ne grans quantitats, a canvi de cavalls. La ruta emprada passà a denominar-se “ruta del te i els cavalls”. El tsampa i el te amb mantega era el menjar tradicional dels tibetans i encara ara el seu consum és molt important.

## El te i lacaixa de Ward
La caixa de Ward va desencadenar una revolució en la mobilitat de plantes comercialment importants. En les caixes de Ward, Robert Fortune va enviar a l'Índia britànica 20.000 plantes de te de contraban des de Xangai, Xina, per començar les plantacions de te d'Assam.

## Elsclípersdel te
El transport del te des de la Xina fins a Anglaterra presenta dues fases diferents. Inicialment i fins al 1834 es feia amb vaixells de vela feixucs i lents, perquè la demanda al Regne Unit era limitada i la East India Company tenia l'exclusiva dels viatges. Acabat el monopoli esmentat i un cop signat el tractat de Nanjing, els vaixells del te salpaven carregats del port fluvial de Fuzhou (antigament transcrit Foochow). Més concretament del calador anomenat Pagoda Anchorage. Els nous velers que transportaven el te eren els “clípers del te”, els més ràpids del món. La demanda havia pujat molt i la necessitat de competir per arribar a Londres abans que la competència va incentivar la construcció de clípers cada vegada més veloços. Cada any més d'una dotzena de clípers competien en una regata comercial de més de tres mesos de durada, passant el cap de Bona Esperança. Segons els experts, l'any 1874 fou el de la darrera regata. Els transports ràpids del te es feien passant per canal de Suez mitjançant vaixells de vapor.